# Alkoholpolitik
Alkoholpolitik är politik som rör alkoholdrycker, oftast i syfte att begränsa konsumtionen. Alkoholpolitiska åtgärder som förekommer eller har förekommit i olika länder inkluderar beskattning av framställning eller försäljning av alkoholdrycker, åldersgränser för att få köpa alkohol, statliga eller kommunala monopol på försäljning, restriktioner kring marknadsföring av alkohol, eller totalförbud mot försäljning.
Området räknas i första hand som en del av socialpolitiken. Själva begreppet alkoholpolitik finns bara belagd i det svenska språket från 1961; innan dess benämndes området "nykterhetspolitik".